# Arnaud de Comps
 Arnaud de Comps fue un religioso francés del siglo XII. Sirvió como cuarto   Gran maestre de la Orden de Malta.
Su familia provenía de Comps-sur-Artuby.